# Ampelopsina
Ampelopsina, também conhecida como diidromiricetina, é um flavanonol, um tipo de flavonoide. Pode ser encontrado no Cedrus deodara ou na árvore japonesa (Hovenia dulcis).